# سیارک ۱۱۳۷۳
سیارک ۱۱۳۷۳ (به انگلیسی: 11373 Carbonaro، نامگذاری:1998QG49) یازده هزار و سیصد و هفتاد و سومین سیارک کشف شده‌است که در ۱۷ اوت ۱۹۹۸ کشف شد.
قدر مطلق سیارک برابر ۱۱.۲ است.